# Tytus, Romek i A’Tomek księga V
Tytus, Romek i A’Tomek księga V – piąty kolejny komiks z serii Tytus, Romek i A’Tomek o przygodach trzech przyjaciół Tytusa, Romka i A’Tomka. 
Autorem scenariusza i rysunków jest Henryk Jerzy Chmielewski. Album ten ukazał się w roku 1970 nakładem Wydawnictwa Harcerskiego. W ramach oszczędności w albumie każdy arkusz był drukowany tylko z jednej strony w kolorach, przez to kolejne strony książeczki są na przemian kolorowe i czarno-białe. Potocznie księga ta ma opis - podróż do ćwierć koła świata. W środku książeczki (tzw. wśrodek) umieszczono list Papcia Chmiela do czytelników, wraz z mapą podróży wykonaną przez kierownika podróży A’Tomka.

## Fabuła komiksu
A’Tomek konstruuje wannolot, którym wraz z Tytusem i Romkiem wyruszają razem w świat. Udają się na północ z zamiarem dotarcia do Londynu, lecz przez pomyłkę dolatują do Sztokholmu. Po dotarciu do Wielkiej Brytanii przez Kanał Kiloński chłopcy zwiedzają Londyn. Tytus wygłasza przemówienie w Hyde Parku pod tytułem hear the truth (usłysz prawdę). Potem kolejny raz chłopcy mylą kierunek i zamiast lecieć na północ docierają do Paryża, gdzie m.in. urządzają zawody w jedzeniu bułki paryskiej. Kiedy już docierają do Laponii, zostają tam przymusowo dwa dni. Na biegunie północnym wskutek rozłamu góry lodowej Tytus i Romek rozdzielają się z A'Tomkiem. Kierowani południowymi prądami morskimi trafiają na wyspę, która zamieszkuje rozbitek i tu dzięki nadanym sygnałom s.o.s. trafia na nich A’Tomek. Potem udają się do Nowego Jorku, gdzie Tytus wplątuje się w napad na bank. Stąd udają się na Florydę i potem na jedną z wysp kubańskich. Po tygodniowym pobycie w dalszą podróż udają się przez Ocean Atlantycki i docierają do wybrzeży Afryki. Podczas podróży przez Saharę od wannolotu odpada dno i chłopcy dalszą podróż zmuszeni są odbywać pieszo. Wyczerpani docierają do automatu z wodą, gdzie po jego uszkodzeniu wyrasta w ciągu jednej doby oaza. Tam zastaje ich trąba powietrzna, chłopcy przywiązują się do jednej z palm i wraz z nią gnani wiatrem wodują w Morzu Czarnym. Tu ratują ich pionierzy radzieccy. Chłopcy uczestniczą w karnawale przyjaźni w obozie Artek, a przy pożegnaniu dostają nowy model następcy wannolotu wannoamfibiohelipoduszkoczołgolot, którym udają się do domu.

## Wannolot
Wykonawcą tego obiektu jest A`Tomek, który skonstruował go w łazience z wanny do kąpania i odkurzacza. Zrobił go według książeczki pt. „ Zrób to sam”. Był on żółtego koloru. Wannolot może startować pionowo, w razie potrzeby może służyć jako spadochron, a po podróży można się w nim normalnie wykąpać lub wziąć natrysk. Może także służyć jako łódź nawodna i porusza się na kołach jak zwykły samochód. Jego prysznic działa jako radar. Ma specjalne przyssawki, dzięki którym można go zaparkować pionowo na ścianie domu. 
Chłopcy pokonują nim trasę dookoła ćwierci świata: Warszawa - Sztokholm - Kanał Kiloński - Londyn - Paryż - koło podbiegunowe - biegun północny - wyspa L-3 na Oceanie Atlantyckim - Nowy Jork - Miami - Caguanes wyspa należąca do Kuby - Afryka północna - Sahara i tu nad Saharą od wannolotu na skutek rdzy odpada dno. Podczas pobytu w radzieckim obozie młodzieżowym Artek chłopcy otrzymują Wannoamfibiohelipoduszkoczołgolot - ulepszoną wersję wannolotu, dzięki której wracają do Polski.
W księdze XXIV, w ramach przystąpienia Polski do NATO chłopcy formują oddział wojskowy złożony z resocjalizowanych pseudokibiców, który postanawia obalić tyranię w Trapezfiku (kraju, z którego pochodzi rodzina Tytusa). Na zamówienie A’Tomka profesor T. Alent tworzy dla ekipy trzy nowe wersje Wannolotów, zwane WanNATOlotami, dzięki którym bohaterowie lecą na odsiecz.

## Wydania
- wydanie I 1970 - Wydawnictwo Harcerskie, nakład: 60 000 egzemplarzy
- wydanie II 1974 - Wydawnictwo Harcerskie Horyzonty, nakład: 50 000 egzemplarzy
- wydanie III 1978 - Młodzieżowa Agencja Wydawnicza, nakład: 100 000 egzemplarzy
- wydanie IV (wydanie zbiorowe jako Złota księga przygód I) 2002 - Prószyński i S-ka, nakład: 13 000 egzemplarzy, wydanie w pełni kolorowe
- wydanie V 2009 - Prószyński Media, wydanie na przemian kolorowe i czarno białe
- wydanie VI 2014 - Prószyński Media

## Analiza
Cenzurze nie spodobało się, iż bohaterowie, przekraczając wannalotem granicę, nie korzystają z paszportu, dlatego autor musiał dorysować kadry z rakietą graniczną, która sprawdza chłopców. Zwiedzając Londyn, chłopcy mieli docenić polską szynkę, a na plaży w Miami uratować czarnoskórego obywatela przed rasistowskim atakiem.
Krzysztof Grzegorzewski, analizując serię o Tytusie w kontekście analizy wpływu cenzury i propagandy na twórczość Chmielewskiego, uznał tom za "najbardziej nasycony (propagandowymi) treściami politycznymi" (aczkolwiek podobnie skrytykował też tom poprzedni), Fragment tomu przedstawiający Amerykę (Nowy Jork) zawiera krytykę społeczeństwa kapitalistycznego "posuniętą do granic absurdu" (napady na bank czy absurdalny amerykański automat przy studni na Saharze do opłat za kubek wody przy studni), pokazany jest też rasizm w Ameryce, a negatywny wizerunek USA jest skontrastowany z przyjemnym dla bohaterów „tygodniowym pobytem u kubańskich przyjaciół” czy międzynarodowym socjalistycznym obozie pionierów.